# Mark Gower
Mark Gower (Edmonton, 5 ottobre 1978) è un ex calciatore inglese, di ruolo centrocampista, osservatore del Liverpool.

## Palmarès
- Coppa di Lega inglese: 1

Swansea: 2012-2013